# Jean Chélini
Jean Chélini, né le 9 février 1931 à Marseille et mort le 24 septembre 2024 à Aix-en-Provence, est un historien médiéviste français, spécialiste de l'histoire religieuse et, plus particulièrement, de l'Église médiévale et contemporaine.
Il est considéré comme étant un « pionnier de l'histoire religieuse universitaire ».

## Biographie

### Jeunesse et études
Jean Chélini effectue ses études secondaires au lycée Thiers de Marseille.
Agrégé d’histoire (1955), il est titulaire d'un doctorat d'État en histoire (1974), consacré à « La vie religieuse des laïcs dans l’Europe carolingienne ».

### Parcours professionnel
Jean Chélini est professeur au Département d'histoire de la Faculté de droit et de science politique de l'université Aix-Marseille III, ainsi qu'à l'Institut d'études politiques d'Aix-en-Provence. Fondateur et directeur de l'Institut de droit et d'histoire canoniques d'Aix-en-Provence, il s'est consacré aussi à l'étude de la place des laïcs au sein de l'Église et dans l'économie du Salut, ainsi qu'aux liens entre le Saint-Siège et les grandes questions du XXe siècle.
En 1974, il est élu membre résidant de l'Académie des sciences, lettres et arts de Marseille ; il en est le Secrétaire perpétuel de 2005 à sa mort.
Il a été adjoint de Jean-Claude Gaudin, maire de Marseille.
En 1989, il est fait chevalier de la Légion d'honneur.
Jean Chélini meurt le 24 septembre 2024,, à Aix-en-Provence à l’âge de 93 ans.

## Publications (sélection)
- La ville et l'Église : premier bilan des enquêtes de sociologie religieuse urbaine, Paris, Éd. du Cerf, coll. « Rencontres », 1958.
- Histoire religieuse de l'Occident médiéval, Paris, Colin, coll. « U », 1968, 512 p., prix Albéric-Rocheron de l'Académie française en 1969[10].
- Les Nouveaux Papes, Editions Jean Goujon, 1979[11],[12]
- La Longue marche de l'Église, Paris : Bordas ; Bruxelles : Elsevier, 1981, prix Claire-Virenque de l’Académie française en 1982.
- (avec Henry Branthomme) Les chemins de Dieu : histoire des pèlerinages chrétiens des origines à nos jours, Paris, Hachette, 1982, prix Halphen de l'Académie française en 1983.
- L'Église sous Pie XII. La tourmente (1939-1945), Paris, Fayard, 1983s'inscrit dans le cadre de l'Histoire de l'Église du Christ fondée par Daniel-Rops. Prix Constant-Dauguet de l'Académie française en 1984.

- La vie quotidienne au Vatican sous Jean-Paul II, Paris, Hachette, coll. « La vie quotidienne », 1985.
- Timon-David (1823-1891) : au cœur des jeunes, Paris, Nouvelle Cité, 1988.
- L'Église sous Pie XII. L'après-guerre (1945-1958), Paris, Fayard, 1989.
- L'aube du Moyen Âge : naissance de la chrétienté occidentale : la vie religieuse des laïcs dans l'Europe carolingienne (750-900)  (préf. Pierre Riché, postface Georges Duby), Paris, Picard, 1991version remaniée de la thèse de doctorat soutenue par l'auteur en 1974, à l'université de Paris X
- Le calendrier chrétien : notre temps quotidien, Paris, Picard, coll. « Signes du temps », 1999.
- Benoît XVI : l’héritier du Concile, Paris, Hachette, 2005.
- Chroniques romaines : du Concile Vatican II au pape Benoît XVI (1962-2012), Paris, Éd. du Cerf, coll. « L'Histoire à vif », 2012recueil de textes parus dans le quotidien marseillais Le Méridional de 1962 à 2011